# Baryon sigma

Baryonový oktet

Sigma baryony jsou rodina subatomických hadronových částic, které mají náboj +2, +1, −1 nebo jsou neutrální. Jsou to baryony obsahující tři kvarky: dva u nebo dva d a třetí, který může být buď: s (značky Σ+, Σ0, Σ−), c (značky Σ ++
c , Σ +
c , Σ 0
c ), b (Σ +
b , Σ 0
b , Σ −
b ) nebo t (Σ ++
t , Σ +
t , Σ 0
t ). Nicméně, u Sigma baryonu s kvarkem t se neočekává, že budou obsaženy ve standardním modelu, jelikož průměrná životnost t kvarku má být zhruba 5×10−25 s. To je asi 20krát méně, než je časový rámec pro silné interakce, a proto nevytváří hadrony.